# 奥马尔·理查兹
奥马尔·泰雷尔·克劳福德·理查兹（英語：Omar Tyrell Crawford Richards；1998年2月15日—），是一名英格兰足球运动员，场上司职左后卫与左前卫，現效力于英超球队诺丁汉森林。

## 俱乐部生涯

### 雷丁
在10岁时，理查兹加盟了富勒姆青训。在此之前，他曾为几家当地俱乐部效力。2016年7月，理查兹被富勒姆U-16解约，但随后与雷丁签下了他生涯中的第一份职业合同，将会为青训主教练多兰执掌的青年队效力。雷丁的另一名青年队教练戴维·多德斯将理查兹从一名左边锋改造为了一名左后卫。
在2017–18赛季的揭幕战中，雷丁0-2不敌女王公园巡游者。在比赛的第56分钟时，雷丁球员伊洛里染红下场，而主教练斯塔姆在第59分钟时选择用理查兹换下波德瓦尔森以加强防线，这也是理查兹的职业生涯首秀。2017年11月30日，雷丁官方宣布，与理查兹续约至2021年。2018年2月20日，在雷丁1-1战平诺丁汉森林的比赛中，理查兹为球队首开记录，这也是他职业生涯中的第一粒进球。

### 拜仁慕尼黑
2021年3月1日，理查兹与德甲班霸拜仁慕尼黑预签下了一份为期4年的合约，将在夏季转会窗自由身加盟。5月27日，拜仁正式宣布签下理查兹。

### 諾定咸森林
2022年7月10日，理查兹与英超球队诺定咸森林签下了一份为期4年的合约。

## 国家队生涯
2019年8月30日，理查兹收到了他的第一次国家队征召，进入了英格兰U-21的比赛大名单中。2019年10月11日，在英格兰U-21客场2-2战平斯洛文尼亚U-21的比赛中，理查兹替补登场，完成了国青队首秀。

## 个人生活
理查兹于1998年2月15日出生在英格兰城市路易斯汉姆，他与他的母亲以及他的两个兄弟在一个单亲家庭中长大。

## 生涯数据
最後更新：2021年4月16日
| 俱乐部   | 赛季     | 联赛     | 联赛 | 联赛 | 本土杯赛 | 本土杯赛 | 联赛杯 | 联赛杯 | 其他 | 其他 | 合计 | 合计 |
| 俱乐部   | 赛季     | 联赛等级 | 出场 | 进球 | 出场     | 进球     | 出场   | 进球   | 出场 | 进球 | 出场 | 进球 |
| -------- | -------- | -------- | ---- | ---- | -------- | -------- | ------ | ------ | ---- | ---- | ---- | ---- |
| 雷丁U-23 | 2016–17  | —        | —    | —    | —        | —        | —      | —      | 2    | 0    | 2    | 0    |
| 雷丁     | 2017–18  | 英冠     | 13   | 2    | 2        | 0        | 1      | 0      | —    | —    | 16   | 2    |
| 雷丁     | 2018–19  | 英冠     | 10   | 0    | 1        | 0        | 1      | 0      | —    | —    | 12   | 0    |
| 雷丁     | 2019–20  | 英冠     | 28   | 0    | 4        | 1        | 2      | 0      | —    | —    | 34   | 1    |
| 雷丁     | 2020–21  | 英冠     | 37   | 0    | 0        | 0        | 1      | 0      | —    | —    | 38   | 0    |
| 雷丁     | 合计     | 合计     | 88   | 2    | 7        | 1        | 5      | 0      | —    | —    | 100  | 3    |
| 生涯合计 | 生涯合计 | 生涯合计 | 88   | 2    | 7        | 1        | 5      | 0      | 2    | 0    | 102  | 3    |

1. ↑  在英联锦中的出场